# بطولة العالم لسباق الدراجات على الطريق 1972
بطولة العالم لسباق الدراجات على الطريق 1972 هي الدورة ال45 من بطولة العالم لسباق الدراجات على الطريق، أجريت في غب بروانس آلب كوت دازور، فرنسا.

## برنامج المسابقات
رجال
- سباق الطريق ضد الساعة.
- سباق الطريق ضد الساعة للفرق.

سيدات
- سباق الطريق المداري.

## النتائج النهائية
| المسابقة              | ذهبية                       | فضية                     | برونزية               |
| --------------------- | --------------------------- | ------------------------ | --------------------- |
| الرجال                |                             |                          |                       |
| سباق الطريق ضد الساعة | مارينو باسو (إيطاليا)       | فرانكو بيتسي (إيطاليا)   | سيريل جويمارت (فرنسا) |
| الفريق البطل          |                             |                          |                       |
| السيدات               |                             |                          |                       |
| سباق الطريق المداري   | Geneviève Gambillon (فرنسا) | Lyubov Zadorojnala (URS) | Anna Konkina (URS)    |